# フォッロ
フォッロ(イタリア語: Follo)は、イタリア共和国リグーリア州ラ・スペツィア県にある、人口約6,300人の基礎自治体（コムーネ）。

## 地理

### 位置・広がり

#### 隣接コムーネ
隣接するコムーネは以下の通り。括弧内のMSはマッサ＝カッラーラ県所属を示す。
- ベヴェリーノ
- ボラーノ
- カーリチェ・アル・コルノヴィーリオ
- ラ・スペーツィア
- ポデンツァーナ (MS)
- リッコ・デル・ゴルフォ・ディ・スペーツィア
- ヴェッツァーノ・リーグレ

### 地震分類
イタリアの地震リスク階級 (it) では、3 に分類される
。

## 行政

### 分離集落
フォッロには、以下の分離集落（フラツィオーネ）がある。
- Bastremoli, Carnea, Follo Alto, Piana Battolla, Piano di Follo (sede comunale), Sorbolo (Follo), Tivegna, Val Durasca, Via Romana